# Matthias Hoogen
Matthias Hoogen (* 25. Juni 1904 in Straelen, Kreis Geldern; † 13. Juli 1985 in Ehrenkirchen) war ein deutscher Jurist und Politiker (Zentrum, CDU). Er war Bürgermeister von Kempen und Mitglied des Deutschen Bundestages. Von 1953 bis 1964 war er Vorsitzender des Rechtsausschusses und von 1964 bis 1970 Wehrbeauftragter des Deutschen Bundestages.

## Leben und Beruf
Hoogen, der römisch-katholischen Glaubens war, studierte nach dem Abitur am Gymnasium Thomaeum Kempen Rechtswissenschaften an der Albert-Ludwigs-Universität Freiburg und der Friedrich-Wilhelms-Universität zu Berlin. In Freiburg wurde er Mitglied der katholischen Studentenverbindung K.D.St.V. Arminia im CV. Er legte 1928 das erste und 1932 das zweite Staatsexamen ab. Ab 1932 arbeitete er als Rechtsanwalt im Bezirk des Landgerichts Krefeld, ab 1935 auch in dem des Landgerichts Bonn.
1940 wurde er zur Luftwaffe eingezogen und zum Reserveoffizier ausgebildet. Danach diente er bei der Nachschubtruppe. Er wurde an der Ostfront eingesetzt und besuchte 1942 die Luftkriegsschule Fürstenfeldbruck. Im selben Jahr erfolgte die Beförderung zum Leutnant der Reserve. 1944 wurde er Kriegsgerichtsrat des Beurlaubungsstandes beim Kommandierenden General und Befehlshaber im Feld-Luftgaukommando XXVI und 1945 Oberstabsrichter der Reserve der Luftwaffe in Freiburg im Breisgau.
Er war mehrfach verheiratet, u. a. mit der Tochter von Philipp Dorneich (geschäftsführender Gesellschafter des Herder-Verlags), und Vater von insgesamt vier Kindern, wobei seine erste Frau bei der Geburt des dritten Kindes starb.

## Politik

### Partei
Zum 1. Mai 1933 trat er in die NSDAP ein (Mitgliedsnummer 1.946.050). 1945 beteiligte Hoogen sich an der Wiedergründung des Zentrums. Kurz vor der Bundestagswahl 1949 trat er zur CDU über.

### Abgeordneter
Hoogen war 1948/49 Mitglied des Wirtschaftsrates der Bizone. Er gehörte dem Deutschen Bundestag seit dessen erster Wahl 1949 bis 1964 an und vertrat als stets direkt gewählter Abgeordneter den Wahlkreis Kempen-Krefeld im Parlament.
1949 bis 1953 war der Jurist stellvertretender Vorsitzender des Bundestagsausschusses für Patentrecht und gewerblichen Rechtsschutz, 1951/52 war er darüber hinaus Vorsitzender des Parlamentarischen Untersuchungsausschusses zur Überprüfung von Mißständen in der Bundestagsverwaltung (Platow-Ausschuss). 1953 bis 1964 stand er dem Bundestagsausschuss für Rechtswesen und Verfassungsrecht (ab 1957: Rechtsausschuss) vor, daneben leitete er 1955 bis 1957 den Parlamentarischen Untersuchungsausschuss zur Bereinigung des Reichs- und Bundesrechts, der nach heutigem Verständnis als Enquête-Kommission zu bezeichnen wäre, und 1962 den Parlamentarischen Untersuchungsausschuss zur Prüfung von öffentlich aufgestellten Behauptungen über die Tätigkeit des Bundesministers Franz Josef Strauß bei der Vorbereitung eines Bauprojekts für die Errichtung von Wohnungen für die US-Streitkräfte (FIBAG-Ausschuss).
Als Vorsitzender des Rechtsausschusses vertrat er außerdem mehrfach den Bundestag in Verfahren vor dem Bundesverfassungsgericht.

### Öffentliche Ämter
Von 1948 bis 1956 war Hoogen Bürgermeister von Kempen.
Am 11. Dezember 1964 legte er sein Abgeordnetenmandat nieder, um bis März 1970 Wehrbeauftragter des Deutschen Bundestages zu werden. Er wurde in dieses Amt mit 270 zu 174 Stimmen bei 11 Enthaltungen gewählt. Hoogen setzte sich mit einer Inhaltsbestimmung der Inneren Führung der Bundeswehr auseinander, als deren Kern er die Integration der Armee in die Demokratie und die gesellschaftliche Ordnung betrachtete. Durch die ständige Anpassung der inneren Struktur an die Erfordernisse der modernen Industriegesellschaft sollte die Effektivität der Streitkräfte erhöhen werden. In seinen Berichten warnte er mehrfach vor einem drohenden Mangel an qualifizierten Ausbildern. Sein Nachfolger als Wehrbeauftragter wurde der FDP-Politiker Fritz-Rudolf Schultz.

## Sonstiges
1921, siebzehnjährig, war er zufällig Ohrenzeuge bei der Ermordung des Zentrumspolitikers Matthias Erzberger.

## Auszeichnungen
- 1959: Großes Bundesverdienstkreuz mit Stern und Schulterband